# Vera
A Vera a magyar nyelvben a Veronika önállósult beceneve, de a szláv nyelvekben önálló név, a jelentése hit, remény.

## Rokon nevek
Veronika és származékai

## Gyakorisága
Az 1990-es években igen ritka név, a 2000-es években nem szerepel a 100 leggyakoribb női név között.

## Névnapok
- január 13.[2]
- január 24.[2]
- július 9.[2]

## Híres Verák
- Csapody Vera botanikus, matematika–fizika tanár, növényrajzoló
- Dénes Vera gordonkaművész
- Jákó Vera magyar nótaénekesnő
- Mérei Vera logopédus, gyermekpedegógus, főiskolai tanár
- Pap Vera színésznő
- Rózsa Vera énekművész és -tanár
- Sennyei Vera színésznő
- Schmidt Vera énekesnő
- Székács Vera műfordító
- T. Sós Vera matematikus
- Venczel Vera színésznő
- Věra Chytilová cseh filmszínésznő
- Vera Farmiga amerikai színésznő
- Vera Ignatyevna Muhina orosz-szovjet szobrász
- Vera Konsztantyinovna Romanova orosz nagyhercegnő
- Vera Linhartová cseh írónő
- Vera Zvonarjova orosz teniszező
- Vera Wang amerikai divattervező